# Молодь (Гомельський район)
Молодь (біл. Моладзь) — селище в Оздзелинській сільраді Гомельського району Гомельської області Білорусі.

## Географія

### Розташування
У 5 км від залізничної станції Лазурна (на лінії Жлобин — Гомель), 11 км на північний захід від Гомеля.

## Гідрографія
На сході, півночі та заході меліоративні канали, з'єднані з річкою Беличанка (притока річки Уза).

## Транспортна мережа
Планування складається з короткої прямолінійної вулиці, орієнтованої з південного сходу на північний захід і забудованої дерев'яними будинками садибного типу.

## Історія
Засноване на початку 1920-х років переселенцями з сусідніх сіл на колишніх поміщицьких землях. У 1926 році в Уваровицькому районі Гомельського округу. У 1930 році жителі вступили до колгоспу. Під час німецько-радянської війни 9 жителів загинули на фронті. У 1959 році — в складі колгоспу «Червоний маяк» (центр — село Роги).

## Населення

### Чисельність
- 2004 — 13 господарств, 20 жителів.